# Sorbolo
Sorbolo – miejscowość i gmina we Włoszech, w regionie Emilia-Romania, w prowincji Parma.
Według danych na rok 2004 gminę zamieszkiwało 8639 osób, 221,5 os./km².